# Здание таможни (Буэнос-Айрес)
Здание таможни в Буэнос-Айресе (исп. Aduana de Buenos Aires) — государственное здание, расположено в районе Монсеррат в Буэнос-Айресе (Аргентина). Национальный исторический памятник (2009).

## История и описание

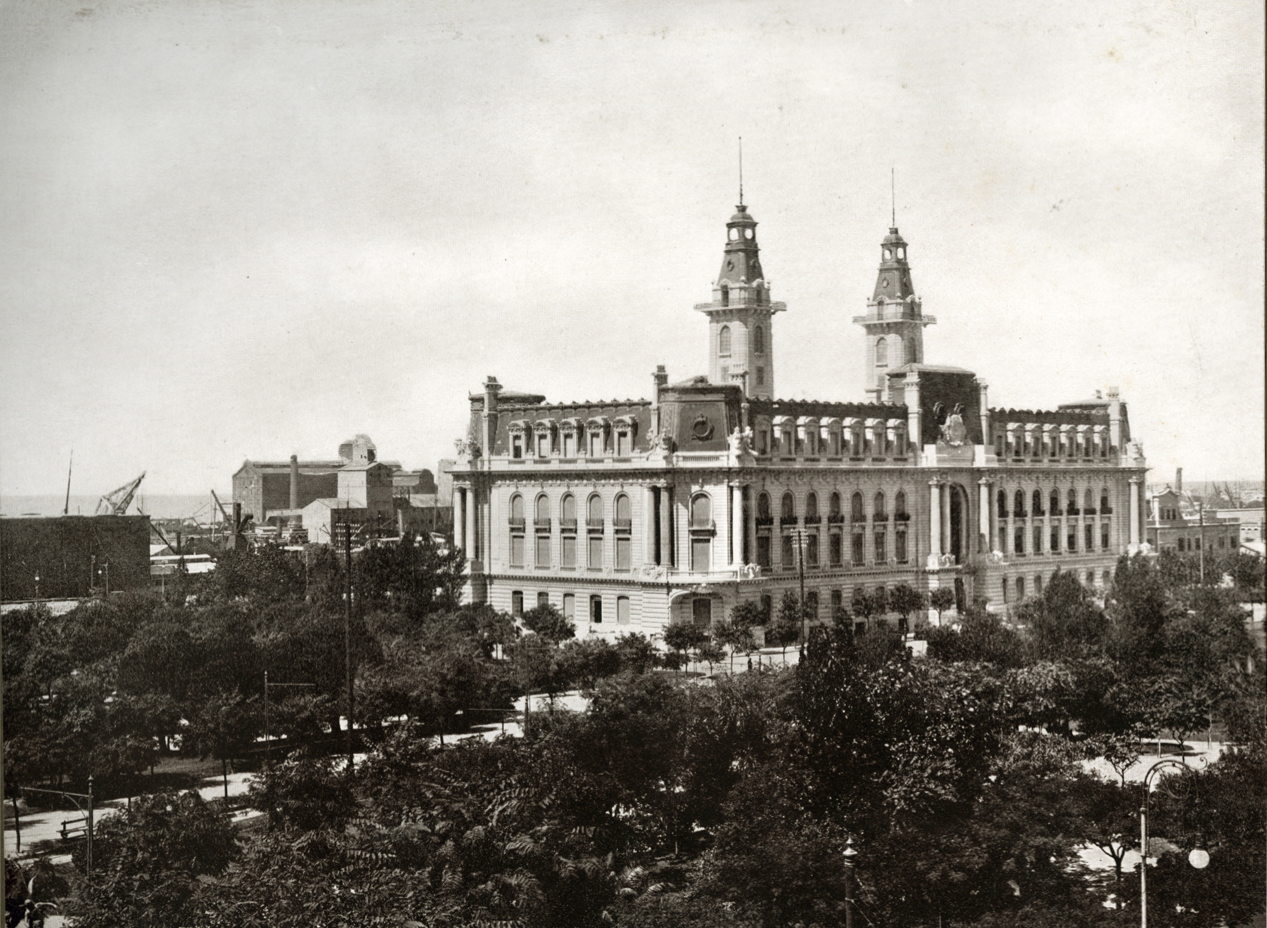
Вид на здание таможни в 1910 году.

Здание таможни было построено во французском неоклассическом стиле во время правления президента Хосе Фигероа Алькорты (1906—1910) в период бурного роста аргентинской внешней торговли и экономики и ростом ВВП более 8 % в год. В нём размещается Главное таможенное управление Аргентины (DGA). Новое административное здание для таможни было спроектировано местными архитекторами Эдуардо Ланусу и Пабло Хари в 1909 году. Здание примечательно не только своим стометровым фасадом и двумя башнями, но и использованием облицовки из каррарского мрамора, а также его многочисленными аллегорическими деталями, такими как орнаментальные головы быка и мраморные кариатиды вдоль карниза, некоторые из которых украшены замысловатыми коваными акантами и лавровыми венками.
Здание было открыто президентом Фигероа Алькорта в октябре 1910 года, за несколько дней до его выхода на пенсию. После ремонта 28 сентября 2009 года здание таможни было объявлено президентом Кристиной Киршнер национальным историческим памятником.
Размещённое в здании правительственное бюро, таможня, восходит к Сан-Николасскому соглашению 1852 года, в соответствии с которым все таможенные пошлины были национализированы. Это положение, отвергнутое провинцией Буэнос-Айрес, впервые было введено в действие после поражения лидера Буэнос-Айреса Бартоломе Митре в 1860 году в битве при Сепеде. Национальная таможенная администрация была создана в 1862 году, когда после избрания Митре президентом это бюро создал министр экономики Далмацио Велес Сарсфилд, разработавший Торговый кодекс Аргентины в 1858 году.
Великолепие здания отражало важность таможенных пошлин для национальной казны, которая с колониальной эпохи вице-королевства Рио-де-ла-Плата до 1930 года составляла около 80 % государственных доходов. Значение бюро снизилось после 1945 года, с тех пор эти доходы стали составлять 10-20 % национального бюджета.

## Галерея

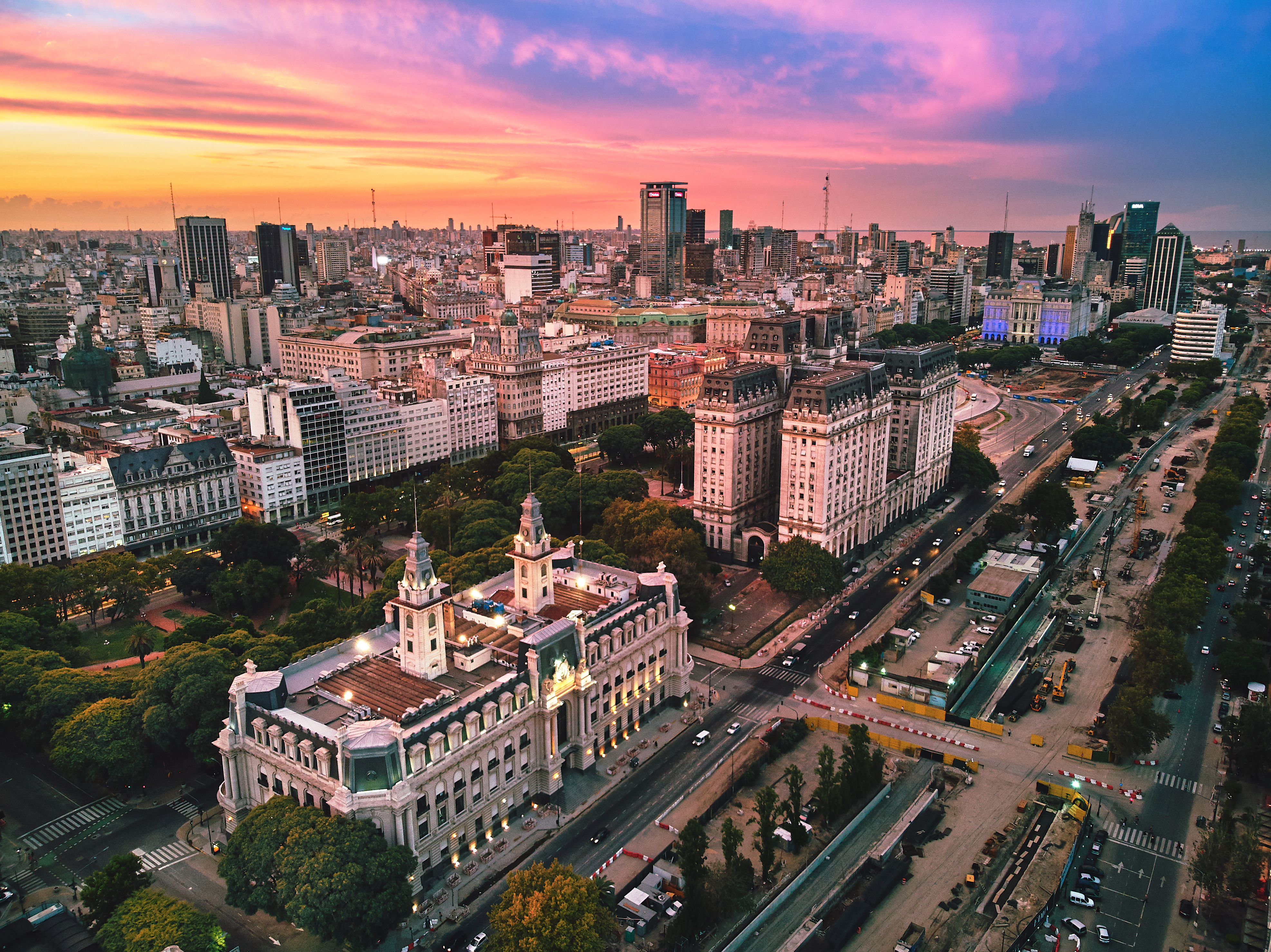
Вид на здание таможни и панорама Буэнос-Айреса
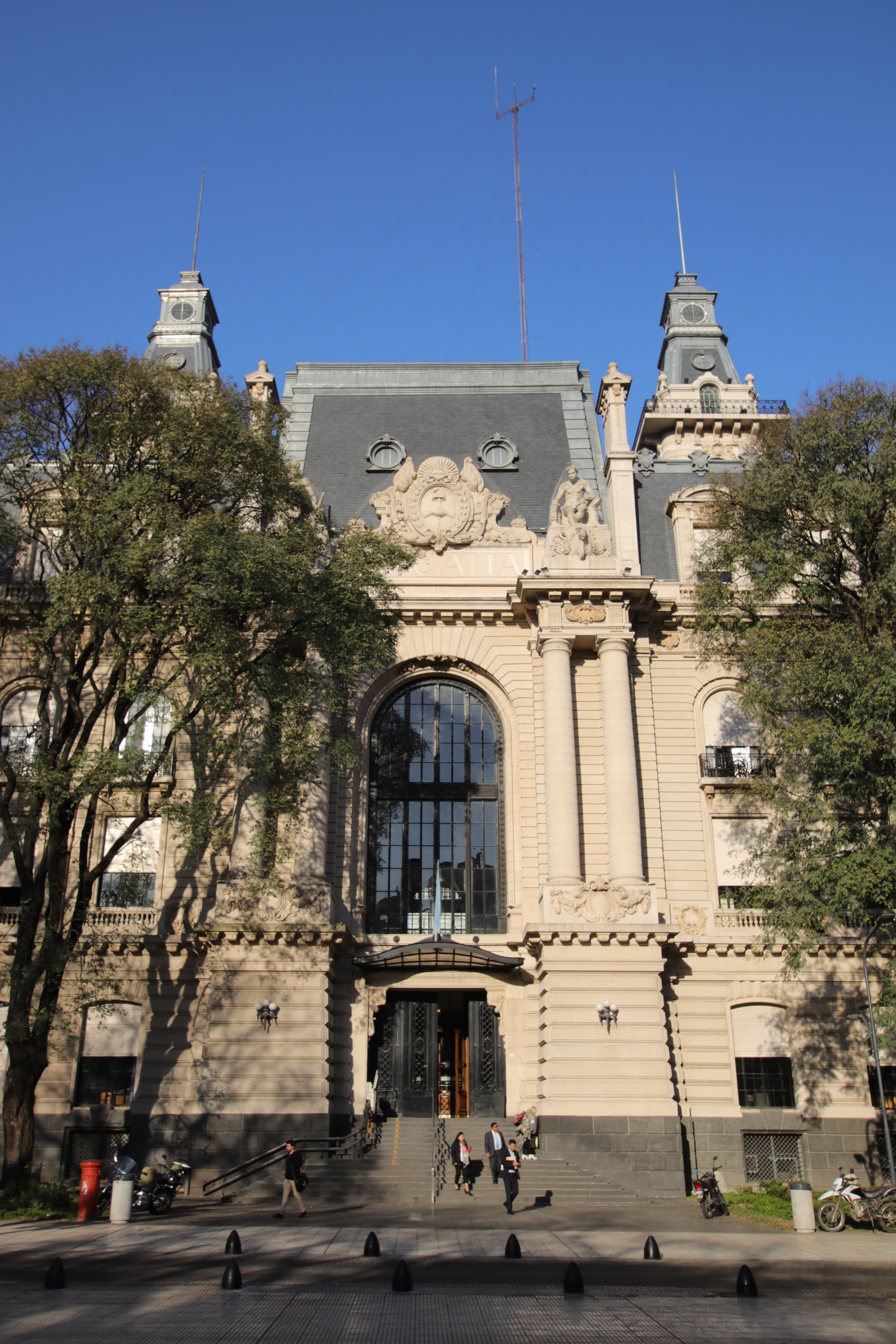
Центральный вход
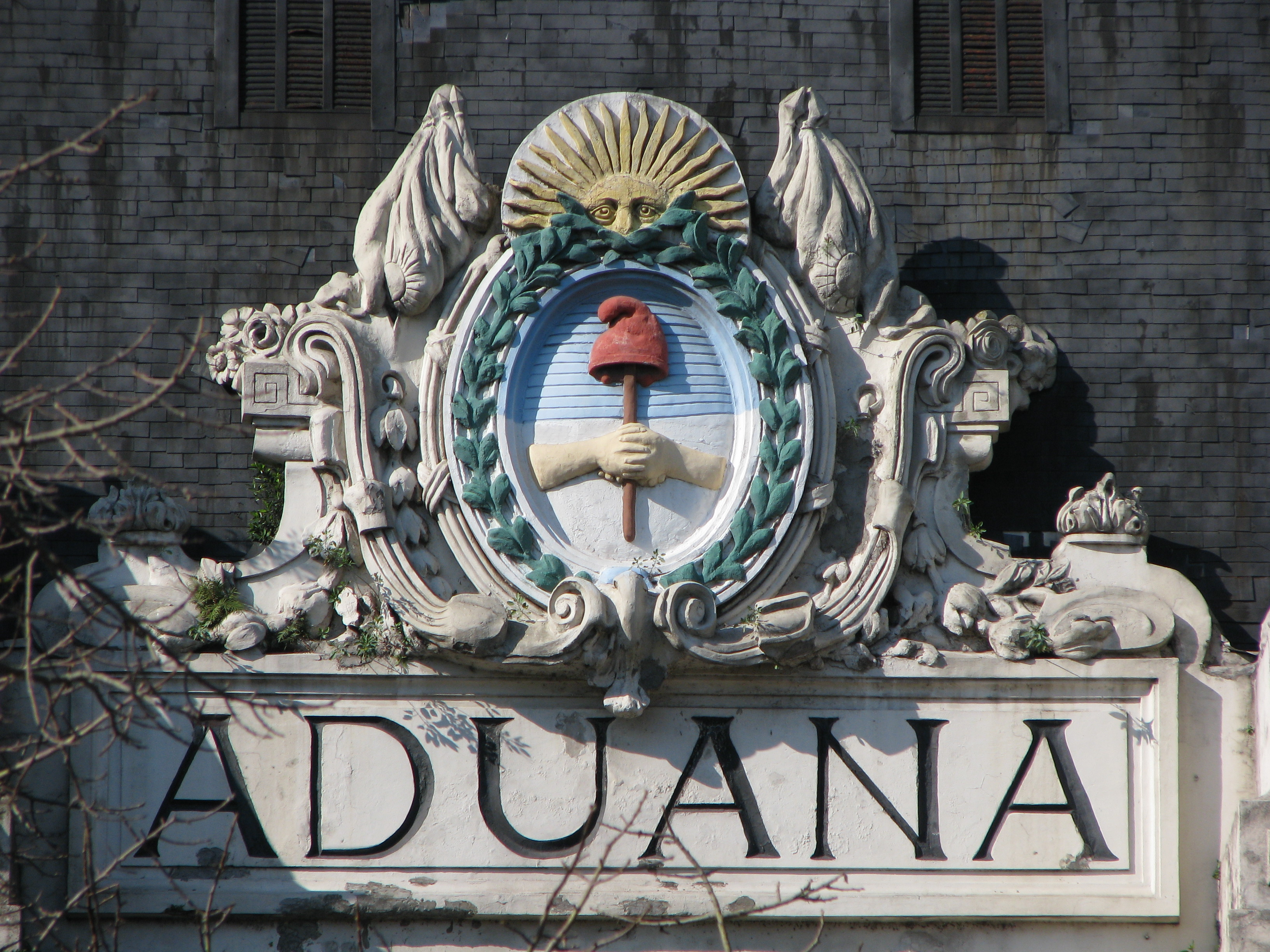
Герб Аргентины на фронтоне